# Пенькова (Тюменская область)
Пенькова — упразднённая деревня в Абатском районе Тюменской области России. На момент упразднения входила в Коневское сельское поселение. Исключена из учётных данных в 1990-е годы.

## География
Располагалась на востоке Абатского района, на границе с Омской областью, на левом берегу реки Ир, на расстоянии примерно 1,5 километра (по прямой) к юго-востоку от деревни Бития.

## История
Основана в 1770 году. В 1928 году состояла из 25 хозяйств. В администратвином отношении входила в состав Битиинского сельсовета Крутинского района Омского округа Сибирского края.

## Население
| 1989 |
| ---- |
| 0    |

По данным переписи 1926 года в деревне проживало 138 человек (65 мужчин 73 женщины), основное население — русские.